# Nadejda Petrovna a Rusiei
Prințesa Nadejda Petrovna a Rusiei (rusă Надежда Петровна; 3 martie 1898 – 21 aprilie 1988)  a fost al treilea copil al Marelui Duce Petru Nicolaevici al Rusiei și a soției acestuia, Prințesa Milica de Muntenegru.
Nadejda s-a logodit înainte de izbucnirea Primului Război Mondial cu Prințul Oleg Constantinovici al Rusiei, care a fost ucis în luptă. S-a căsătorit cu Prințul Nicholas Vladimirovici Orlov (1891–1961) în Crimeea, în aprilie 1917. Au fost printre Romanovii care au reușit să scape din Rusia Revoluționară în 1918, la bordul navei britanice HMS Marlborough. Fiica lor, Prințesa Irina Orlova, născută în martie 1918, a fost cel mai mic pasager aflat la bodul navei.
Orlovii au avut două fiice:
- Prințesa Irina Nikolaievna Orlova (27 martie 1918 – 16 septembrie 1989); s-a căsătorit prima dată la Roma, la 27 martie 1940 (a divorțat în 1946) cu baronul Hans von Waldstatten (1918–1977); a doua oară s-a căsătorit la Haga, la 8 ianuarie 1960 cu Anthony Adam Zylstra (1902–1982) [2]
- Prințesa Xenia Nikolaievna Orlova (27 martie 1921 - 17 august 1963); s-a căsătorit prima dată la Avon, la 27 martie 1940 (a divorțat în 1950) cu Paul-Marcel de Montaignac de Pessotte-Bressolles (n. 1909);  a doua oară s-a căsătorit la Paris, la 14 martie 1951 cu Jean Albert d'Almont (1909–2003)[3]

Prințesa Nadejda a divorțat în 1940. A murit la Chantilly, Franța în 1988, la vârsta de 90 de ani. 